# Ghislain Bouchard
Pour les articles homonymes, voir Bouchard.
Ghislain Bouchard  est un homme de théâtre québécois né au Lac Saint-Jean le 1er juin 1932 et mort le 28 septembre 2009 à Saguenay à l'âge de 77 ans.

## Biographie
Ghislain Bouchard  a fait des études classiques au Séminaire de Chicoutimi, universitaires aux Facultés des lettres et des sciences sociales de l'Université Laval, puis à Harvard au Massachusetts.
Voué à l'enseignement universitaire depuis 1955, il partage son temps entre l'enseignement et l'administration, tant à l'École de Commerce de Chicoutimi qu'au Centre de formation des maîtres et à l'Université du Québec à Chicoutimi. Il y fonde une école dite « de langue française et de culture québécoise » en 1974. Celle-ci accueille plus de douze mille étudiants non-francophones en dix-huit ans. L'école marque aussi les débuts de la carrière nationale de son directeur, tour à tour président de l'Association québécoise des écoles de français, puis du Conseil des programmes de langues secondes au Canada. Il est membre du Conseil de la vie française en Amérique.
Parmi les initiatives régionales et les responsabilités qu'il a assumées, soulignons son action dans le domaine de la coopération, de la radio et de la télévision communautaire, ses activités culturelles au Carnaval-Souvenir et à la Foire culturelle de l'UQAC.
Gastronome redoutable, il fonde des clubs de mycologues et d'œnophiles, attache autant d'importance à la culture de ses roses et de ses tulipes qu'à la mise en scène ou à la pêche à la truite.
Codirecteur des Treize de l'Université Laval, au début des années 1950, il poursuit une carrière parallèle au théâtre : fondation du « Théâtre du Coteau » (1955), de la « Marmite » (1961), des « Pédagos » (1962) et de « Théâtruc » (1970). Il a initié des centaines d'étudiants au théâtre et à la mise en scène. Ses différentes équipes ont remporté plus de vingt-cinq trophées, notamment au Festival d'art dramatique du Canada, à Sherbrooke, Québec, Montréal, Jonquière, Chicoutimi et Vancouver ainsi qu'au Festival Maria-Chapdelaine à Alma.
Invité à créer une œuvre au Pavillon de la jeunesse à l'Expo 67, il produit également plusieurs œuvres radiophoniques et télévisuelles pour plusieurs réseaux. On lui doit la mise en scène d'une centaine de spectacles, théâtres, opérettes, opéras comiques ou comédies musicales. Il a écrit huit spectacles à caractère historique. Son œuvre La fabuleuse histoire d'un royaume, en plus de remporter sept trophées dont quatre nationaux, verra bientôt sa centième représentation et son deux-cent-millième spectateur et connaîtra une deuxième saison en France en 1992.

## Distinctions
- 1992 - Chevalier de l'Ordre national du Québec
- 2005 - Médaille de l'Assemblée nationale[2]
- 2010 - Membre de l'Ordre du Bleuet (à titre posthume)